# Maskerhokko
De maskerhokko (Crax fasciolata) is een vogel uit de familie sjakohoenders en hokko's (Cracidae). De wetenschappelijke naam van de soort is voor het eerst geldig gepubliceerd in 1825 door Johann Baptist von Spix.

## Voorkomen
De soort komt voor in het midden van Zuid-Amerika en telt drie ondersoorten:
- C. f. fasciolata: centraal en zuidwestelijk Brazilië, Paraguay, noordoostelijk Argentinië.
- C. f. pinima: het noordoosten van Brazilië. Deze wordt ook wel als de aparte soort Crax pinima beschouwd en er is lange tijd van gedacht dat hij uitgestorven was in het wild. Het is nu een ernstig bedreigde vogelsoort [3]
- C. f. grayi: oostelijk Bolivia.

## Beschermingsstatus
Op de Rode Lijst van de IUCN heeft de (moeder-)soort de status kwetsbaar.